# 麥基爾站
麥基爾站（法語：Station McGill）位於加拿大魁北克省蒙特利爾市市中心，是蒙特利爾地鐵系統中最繁忙的車站之一。

## 鄰接車站
麥基爾站是1號線的中途站。而麥基爾站亦緊接地下城，乘客可以通過地下城步行往市中心內各站。
此外，1號線上本站與皮爾站之間的距離是整個系統最短的，僅有 296.52 米。

## 外部連結
- （法文）（英文）蒙特利爾交通局：麥基爾站（页面存档备份，存于）（英文）（页面存档备份，存于）
- （法文）（英文）：麥基爾站（页面存档备份，存于）（英文）（页面存档备份，存于），含有麥基爾站的資訊、歷史、車站結構與藝術品資料。